# Amalia in Italia
Amalia in Italia è il diciassettesimo album di Amália Rodrigues, pubblicato nel 1974 e consiste nella registrazione di alcuni brani del suo repertorio del Fado, tradotti in italiano e di alcune canzoni tradizionali e di autori italiani.

## Tracce

### Lato A
1. Nos as Meninhas (Pero de Vivâes, Alain Oulman)
2. Mio amor, mio amor (Meu limão de amargura) (Roberto Arnaldi, José Carlos Ary Dos Santos, Alain Oulman)
3. Maremma (Anonimo toscano (primi decenni dell'Ottocento))
4. Coimbra (Raul Ferrão, José Galhardo)
5. Canzone per te (Sergio Bardotti, Sergio Endrigo)
6. Il cuore rosso di Maria (Gino Mescoli, Vito Pallavicini)

### Lato B
1. É ou não é (Alberto Janes)
2. La casa in via del Campo (Vou Dar de Beber à Dor) (Roberto Arnaldi, Alberto Janes)
3. Ay che negra (Barco negro) (Gian Carlo Testoni, Caco Velho)
4. Amor dammi quel fazzolettino (anonimo, canzone popolare)
5. Il mare è mio amico (La mer est mon amie) (Pierre Cour, Alberto Janes, Vito Pallavicini)
6. La tramontana (Daniele Pace, Mario Panzeri)